# Bacillaceae
Bacillaceae är en familj (biologi) av grampositiva, heterotrofa stavformade bakterier som kan producera endosporer.